# Парк Гвідо Галлі

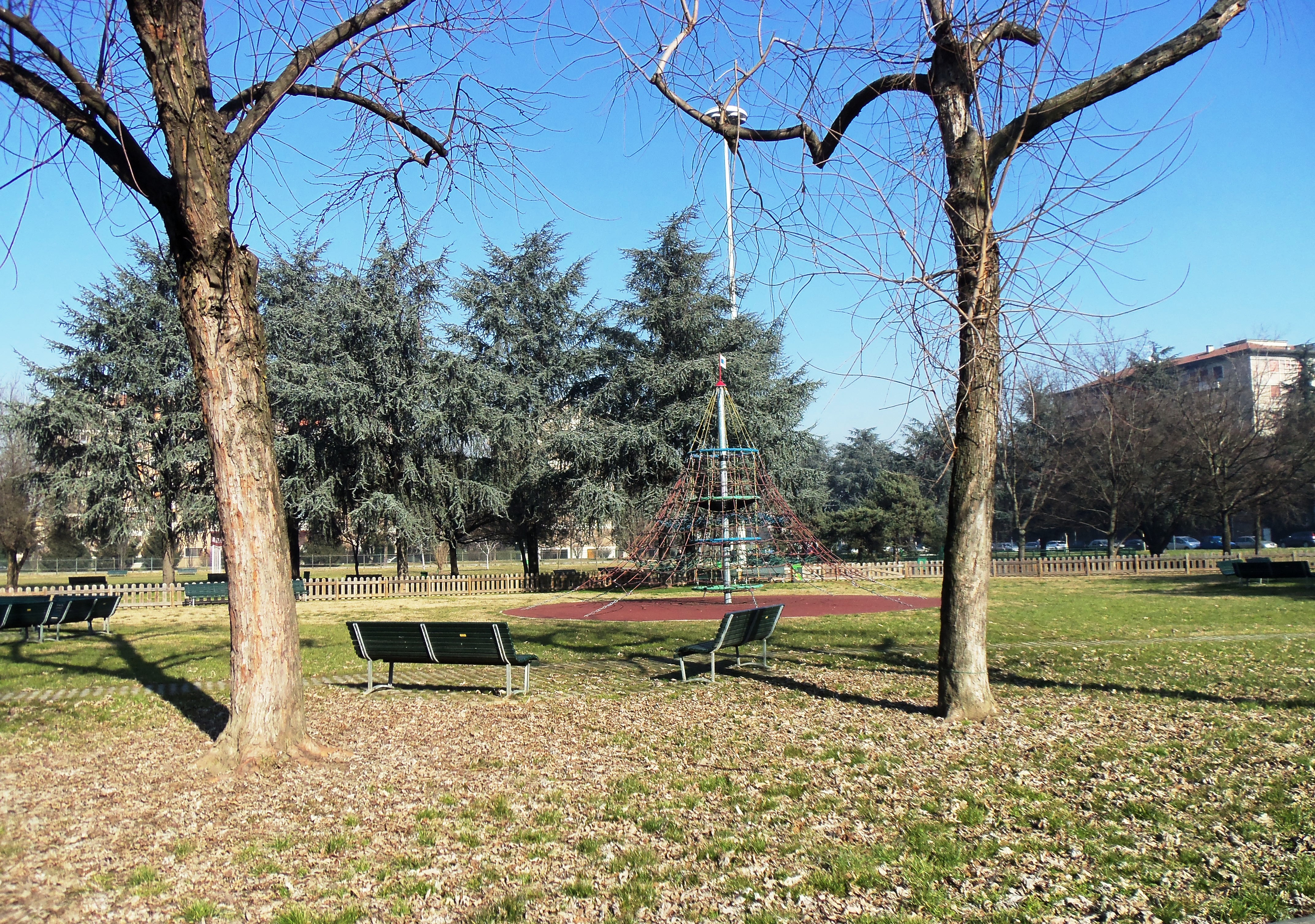
Дитячий майданчик в парку Гвідо Галлі

Парк Ґуідо Ґаллі знаходиться на схід від гуртового с/г ринку в місті Мілан, між вул. Оресте Саломоне, вул. Дзама і вул. Нумідія. Він названий в пам'ять про суддю й адвоката Гвідо Галлі, вбитого 19 березня 1980 р. Першою Лінією на площі Суза в Мілані.
Проект парку зі спортивним напрямком був розроблений технічним офісом міської ради Мілану. Біля входу в парк з вул. Саломоне росте група атлантичних кедрів. Серед інших видів дерев — дерево Юди (Cercis siliquastrum), баґоларо, японська вишня, гінкго білоба, чорний волоський горіх, ліквідамбар, в'яз, тополя, липа, ясен та клен.
У 2010 році було відремонтовано дитячий майданчик з використанням дерева. Є також футбольне та баскетбольне поле, доріжка для скейтингу, бігова доріжка, спеціально відведений простір для вигулювання собак.